# Symmerus fuscicaudatus
Symmerus fuscicaudatus är en tvåvingeart som beskrevs av Saigusa 1973. Symmerus fuscicaudatus ingår i släktet Symmerus och familjen hårvingsmyggor. Inga underarter finns listade i Catalogue of Life.